# Dashing Through the Snow
Dashing Through the Snow är en amerikansk familje- och komedifilm som hade premiär på Disney+ den 17 november 2023. Filmen är regisserad av Tim Story efter ett manus skrivet av Paula Pell och Scott Rosenberg. I huvudrollerna ses Ludacris och Teyonah Parris.

## Handling
Filmen kretsar kring en skild socialarbetare från Atlanta som tar med sin dotter på en på julafton.

## Rollista (i urval)
- Ludacris
- Lil Rel Howery
- Teyonah Parris
- Oscar Nunez
- Gina Brillon
- Mary Lynn Rajskub
- Ravi Patel
- Marcus Lewis
- Madison Skye Validum
- Sebastian Sozzi